# Window Rock
Window Rock (en navajo : Tségháhoodzání) est une localité du comté d'Apache, Arizona, États-Unis. La population était de 2 712 habitants lors du recensement de 2010.
Window Rock est le siège du gouvernement de la Nation navajo.

## Géographie
Window Rock est localisé à la frontière entre le Nouveau-Mexique et l'Arizona. La ville se trouve à l'est des Mesas des Hopis et au sud de Fort Defiance.

## Histoire
Son emplacement avait tellement impressionné John Collier, commissaire aux Affaires indiennes, qu'il décida en 1936, d'en faire le siège du gouvernement navajo. Il avait d'abord pensé la nommer «Nee Alneeng», («le centre du monde navajo»). L'appellation était quelque peu malheureuse, parce qu'elle veut également dire «enfer» en navajo. Il finit donc par se décider pour «Window Rock», en référence à une curiosité naturelle de l'endroit : une falaise de grès percée d'un trou circulaire situé à 30 m de hauteur et d'un diamètre de 14 m, qui évoque une fenêtre («window» en anglais). La petite ville se développa ensuite autour du centre administratif navajo situé au pied de la falaise.

## Architecture
L'édifice le plus remarquable de Window Rock est le siège du Navajo Nation council, organe législatif du gouvernement navajo, dont le plan octogonal évoque celui d'un hogan navajo. À l'intérieur, des peintures murales racontent l'histoire du peuple navajo.

## Démographie
Lors du recensement de 2000, il y avait 3 059 personnes. La densité de population était  de 227,6 hab./km2.
Le revenu moyen pour un ménage était de 36 885 $ et de 36 500 $ pour une famille. Environ 24,6 % des familles et 24,6 % de la population vivaient au-dessous du seuil de pauvreté.
| Groupe                 | Window Rock | Arizona | États-Unis |
| ---------------------- | ----------- | ------- | ---------- |
| Amérindiens            | 94,4        | 0,2     | 0,9        |
| Blancs                 | 2,5         | 73,0    | 72,4       |
| Métis                  | 1,8         | 3,4     | 2,9        |
| Asiatiques             | 0,7         | 2,8     | 4,8        |
| Autres                 | 0,4         | 16,0    | 18,8       |
| Océaniens              | 0,2         | 0,2     | 0,2        |
| Total                  | 100         | 100     | 100        |
|                        |             |         |            |
| Hispaniques et Latinos | 1,6         | 29,7    | 16,7       |

Selon l'American Community Survey, en 2010, 62,31 % de la population âgée de plus de 5 ans déclare parler le navajo à la maison, 34,91 % l'anglais, 0,86 % déclare parler l'espagnol, 0,56 % le vietnamien et 1,36 % une autre langue.

## Éducation
Window Rock est servie par les Window Rock Elementary School, Tse Ho Tso Middle School et Window Rock High School.

## Fête de la nation navajo
Pendant 5 jours, au mois de septembre, du mercredi au dimanche, après Labor Day, a lieu à Window Rocks la plus grande foire amérindienne (Navajo Nation Fair) : tradition et modernisme se mêlent dans un cocktail de danses, de chants, de parades et de rodéos, sans oublier le couronnement de miss Navajo.